# Дејан Мадић
Дејан Мадић (Нови Сад, 6. март 1966) српски је универзитетски професор и научни радник. Редовни је професор Факултета спорта и физичког васпитања и актуелни ректор Универзитета у Новом Саду.

## Биографија
Рођен је је 6. марта 1966. године у Новом Саду. Академску и научну каријеру започео је на Факултету спорта и физичког васпитања Универзитета у Новом Саду као асистент-приправник 1991. године. На истом факултету је потом радио као асистент од 1995. до 2000. године, доцент од 2000. до 2005. године и ванредни професор од 2006. до 2011. године, а у звању редовног професора ангажован је од 2011. године.
Ужа научна област његовог истраживања оријентисана је на основне научне дисциплине у спорту и физичком васпитању, а пре свега на проучавање и анализу физичке активности (физичког вежбања) и њеног утицаја на човека (морфолошке карактеристике, моторичке способности, когнитивне способности, конативне карактеристике, социолошке карактеристике и функционалне способности), са посебним акцентом на развој деце и омладине, као и на побољшање квалитета живота одраслих и старих.
Поред наставних предмета које предаје на Факултету спорта и физичког васпитања, допунски је ангажован као наставник на Медицинском факултету. На матичном факултету обављао је функцију продекана за наставу, а касније и декана Факултета у два мандата. Био је члан различитих стручних и руководећих тела на Универзитету и Факултету.